# Recommendation for Mercy
Recommendation for Mercy è un film del 1975 diretto da Murray Markowitz ed ispirato alla vicenda del processo a Steven Truscott, che nel 1959, quando aveva quattordici anni, fu condannato a morte per lo stupro e l'omicidio della compagna di classe Lynne Harper e poi riconosciuto vittima di un errore giudiziario.

## Trama
Il quattordicenne John Robinson viene accusato di aver violentato ed ucciso una sua compagna di classe. Il film segue la straziante esperienza di John in tribunale, ma esplora anche le complessità della sessualità adolescenziale.

## Accoglienza

### Botteghino
Girato con un budget di 250 000 dollari canadesi, il film ne incassò 640 000 nel solo Canada.